# 법친왕
법친왕(法親王)은 일본의 남자 황족이 출가하여 친왕선하(親王宣下)를 받았을 때의 호칭이다. 이미 친왕선하를 받은 친왕이 출가한 경우에는 입도친왕으로 부르며 이를 구별하였다. 출가한 친왕의 경우 법사친왕, 선사친왕 등의 호칭으로도 불린다.

## 예시
- 도코 법친왕: 에도 시대 전기의 법친왕이자 학자이자 승려
- 교넨 법친왕: 에도 시대 전기의 황족이자 승려
- 지인 법친왕: 에도 시대 전기부터 중기에 걸쳐 살은 법친왕
- 쇼카이 법친왕: 아즈치모모야마 시대부터 에도 시대 초기에 살았던 황족
- 료준 입도친왕: 에도 시대 초기의 황족
- 손쇼 입도친왕: 에도 시대 전기의 입도친왕
- 카쿠신 입도친왕: 에도 시대 전기의 황족이자, 진언종의 승려